# Musée de l'aviation de Finlande centrale
Le Musée de l'aviation de Finlande centrale (finnois : Keski-Suomen ilmailumuseo) est un musée situé à Jyväskylä en Finlande.

## Collection
Dans les collections du musée on peut citer, entre-autres: 
- Avro 504K
- Brewster B-239 BW-372
- Bristol Blenheim IV BL-200
- Caudron C.714
- De Havilland D.H.60X Moth
- De Havilland D.H. 115 Vampire Trainer T.Mk.55
- Douglas DC-3 eli C-47
- Focke-Wulf Fw 44 J Stieglitz
- Fokker D.XXI
- Folland Gnat Mk.1
- Fouga CM170 Magister
- Gourdou-Lesseurre B.3
- Iliouchine Il-28R
- Martinsyde F.4 Buzzard
- Messerschmitt Bf 109 G-6/Y
- Pou du Ciel Mignet HM-14
- Mikojan & Gurevitsh MiG-15 UTI (2 places)
- Mikojan & Gurevitsh MiG-21 F
- Mikojan & Gurevitsh MiG-21 UTI (2 places)
- Mil Mi-1
- Mil Mi-4
- Morane-Saulnier MS.50C (unique au monde)
- Saab 91 Safir
- Saab 35 Draken
- Morane-Saulnier Type L
- Tiira
- Valmet Vihuri II
- VL Humu
- VL Pyörremyrsky
- VL Pyry